# Amphineurus horni
Amphineurus horni là một loài ruồi trong họ Limoniidae. Chúng phân bố ở miền Australasia.